# Mount Solvay
Mount Solvay är ett berg i Antarktis. Det ligger i Östantarktis. Norge gör anspråk på området. Toppen på Mount Solvay är 2 560 meter över havet.
Terrängen runt Mount Solvay är varierad. Trakten är obefolkad. Det finns inga samhällen i närheten. 